# Spilosoma felderi
Spilosoma felderi là một loài bướm đêm thuộc phân họ Arctiinae, họ Erebidae.